# Apamea franconiae
Apamea franconiae là một loài bướm đêm trong họ Noctuidae.